# Хайду
Хайду або Кайду (*1230 —1301) — фактичний володар Чаґатайського улусу з 1271 до 1301 року. Тривалий час боровся з Хубілаєм за владу над улусом Уґедея та Китаєм.

## Життєпис
Походив з роду Чингізидів. Син Кашін-хана та Шабкани-хатун. Був онуком великого кагана Уґедея. Мати Хайду Шабхана-хатун була родом з немонгольського племені бекрін, що мешкало в гірському краї, сусідньому до уйгурів. Виховувався спочатку у ставці Чингісхана. Рано, ще за володарювання діда, Хайду втратив батька, який зловживав алкоголем. Після цього він виховувався Уґедеєм.
Хайду вдалося вижити після масової страти Уґедеїдів при вступі на престол хана Мунке у 1248 році, проте його було заслано до далекого району Тарбагатай. Коли Ариг-буга у 1260 році виступив проти свого брата Хубілая, Хайду прийняв бік повстанця, сподіваючись, що нащадки Толуя в чварах самі себе знищать. Хайду спробував допомогти Ариг-бузі, проте не зміг особисто втрутитися. Повсталий брат підкорився Хубілаю у 1264 році, тож Хайду наважився власними силами захищати своє право на ханську владу та привести до правління в Монголії спадкоємців роду Уґедея.
У розпорядженні Хайду були незначні сили, але він зміг підкорити плем'я своєї матері, бекрін, що відзначалося корисним на війні вміннями пересування в горах. Маючи політичне чуття, Хайду скористався війною між Чагатаїдами і Джучідами, яку вели хани Алгу і Берке. З допомогою Берке він заволодів великими територіями: Тарбагатаєм, басейном Чорного Іртиша, відновивши значну частину улусу Уґедея. Пізніше він захопив Трансоксіану. Хайду вів тривалу боротьбу з Алгу — до 1266 року втратив Хорезм та Мавераннахр. Але у 1266 році Алгу помер, що сприяло планам відновлення влади Хайду в Середній Азії.
Скориставшись тим, що новий правитель Чаґатайського улусу Барак-хан розпочав війну з Хубілай-ханом, Хайду підпорядкував території Чагатаїдів Таласу. Побоюючись вторгнення Хайду до Мавераннахру, Барак-хан виступив проти нього особисто. У першій битві Хайду зазнав поразки від супротивника. Але потім отримав від хана Золотої Орди Менгу-Тимура підтримку у 50 тис. вояків. Барак рушив назустріч Хайду і потрапив у пастку на березі Сирдар'ї, де зазнав нищівної поразки. Хайду вирушив на Самарканд. Поки йшли приготування до нової війни, Хайду через Кипчака, сина Кадана, передав пропозицію Барак-хану щодо встановлення миру.
Навесні 1269 року був скликаний курултай в Катванському степу, де сталося святкування. Сім днів хани бенкетували. На восьмий день почалися перемовини під головуванням Хайду. Барак зажадав, щоб йому, як законному наступникові Чаґатая, було відведено володіння, що могли б прогодувати його армію. Зрештою за ним закріпили дві третини території Мавераннахра, а іншою частиною повинні були спільно володіти Хайду і Менгу-Тимур. Тепер верховенство в новому устрої в Чаґатайському улусі, встановленому курултаєм, належало Хайду. Його влада стала ще сильнішою після смерті в 1271 році Барак-хана, коли військо останнього присягнуло безпосередньо Хайду. Він зміг поставити правителями своїх синів на прикордонні з усіма трьома династіями — Хулагуїдами, Джучидами та Юань.
У 1274 року Хайду призначив намісником частини Трансоксіани сина Барака — Дуву.  У 1275 році Хайду здійснив вдалий похід проти уйгурів. З 1276 року розпочав війну з Хубілаєм за владу над улусом Уґедея, Тибетом та колишньою державою тангутів. У 1282 році Дува очолив державу Чаґатаїв, поєднавши Чаґатайський та Уґедейський улуси. Нащадок Уґедея Хайду законно претендував на частину доходів із Хорезма, оскільки мав тут свої міста Хіву та частину Урґенча. Законність претензій була обумовлена входженням зазначених територій до складу Уґедейського улусу. Спочатку вдалося зайняти Каракорум та завдати поразки Номуханю, синові Хубілая. Тоді останній спрямував проти Хайду свого найкращого військовика Баяна, який змусив Хайду відступити. Того ж року війська Хайду спробували відібрати у Хубілая Тибет, але невдало. У 1277–1278 роках відбулася чергова військова кампанія проти династії Юань, метою якої було захоплення столиці Монгольської імперії — Каракорума. Проте Хайду не досяг успіху, відступивши до Іртиша.
У наступні роки Хайду намагався втримати захоплені землі, що вимагало великої уваги. 1287 року розпочалася нова велика кампанія проти Юань, але суттєвих результатів не було досягнуто. У 1295 році Хайду спрямував війська проти держави Ільханів (Хулагуїдів). Тут вдалося спустошити Хорасан та Мазандаран, втім закріпитися прихильники Хайду не зуміли.
У 1298 році Хайду розпочав нову війну проти держави Юань, де на той час Хубілая змінив Оладжейту-Темур. Війна тривала до 1301 року, коли Хайду переміг супротивника у битві при Каракорумі, відновив владу в захопленій столиці, але незабаром помер від рани. Своїм спадкоємцем він оголосив сина Оруса, проте фактичну владу отримав багаторічний помічник Хайду — Дува-хан.

## Опис
Хайду виглядав як чистокровний монгол. Він був середнього зросту, майже безбородий. Володів потрібними якостями політика: був дуже розумний, здатний, хитрий, розважливий і наділений талантами полководця. Відрізнявся від своїх батька і діда тим, що взагалі не вживав ані вина, ані кумису.

## Родина
- Чапар-хан, хан Уґедейського улусу у 1301—1307 роках
- Шах
- Янгічар, хан Угедейського улусу у 1307-1309 роках
- Орус
- Хутулун-Чаха, дружина Абтакула